# Beast
Beast (Hangul: 비스트; stilizirano kao BEAST ili ∀ΔΣ) je južnokorejska grupa od od šest članova. Formirani su 2009. godine od strane Cube Entertainment-a. Članovi su Yoon Doojoon (윤두준), Jang Hyunseung (장현승), Yong Junhyung (용준형), Yang Yoseob (양요섭), Lee Gikwang (이기광) i Son Dongwoon (손동운).
Izdali su jedan koresjki album, četiri mini-albuma, jedan japanski album i brojne singlove. Debitirali su u listopadu 2009. s prvim mini-albumom "Beast Is The B2ST". 2011. izdali su svoj prvi album "Fiction and Fact", i debitirali u Japanu s japanskom verzijom singla "Shock" iste godine.
Službeno ime fan-cluba je "B2uty" (Beauty), što se može povezati s poznatom pričom "Beauty and the Beast" (Ljepotica i Zvijer).